# Aleksej Brusilov

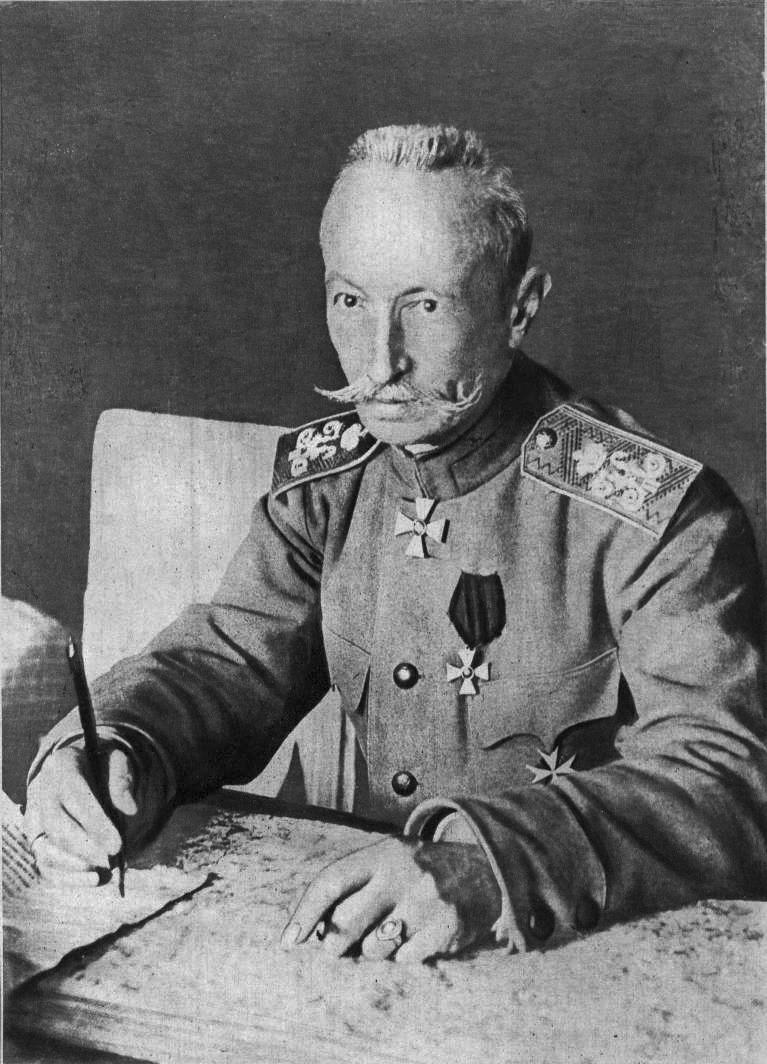
Aleksej Brusilov 1916

Aleksej Aleksejevitj Brusilov (ryska: Алексей Алексеевич Брусилов), född 31 augusti 1853, död 17 mars 1926, rysk armégeneral under första världskriget. 
Brusilov startade sin militära bana vid ett prestigeförband i Sankt Petersburg och deltog sedan i Rysk-turkiska kriget 1877-1878. När första världskriget bröt ut var Brusilov 61 år och fick befälet över Åttonde armén.
4 april 1916 fick Brusilov befälet över den södra armégruppen som stod mot Österrike-Ungerns trupper mellan Pripjatträsken och Karpaterna. När nödrop kom in från de västliga allierade, som var hårt pressade vid Verdun och Trentino, om en rysk avlastningsoffensiv ansåg de ryska befälhavarna att tid och förstärkningar skulle behövas. Brusilov erbjöd sig dock att kunna starta en offensiv med befintliga trupper. Det bestämdes att Brusilovs armégrupp skulle inleda en offensiv före centrala armégruppens huvudoffensiv senare under sommaren. Genom att tillämpa en ny taktik med kort artilleriförberedelse och kringgående av fiendens styrkepositioner blev Brusilovoffensiven som startade 4 juni inledningsvis en stor framgång. Offensiven stannade av under hösten på grund av brist på ammunition, transporter och reserver samt tyska motanfall. Det skulle visa sig bli Rysslands sista framgång i första världskriget. 
Efter februarirevolutionen utsågs Brusilov 4 juni 1917 till överbefälhavare för den ryska armén men fick avgå redan i augusti efter politiska stridigheter. Brusilov deltog inte i inledningen av ryska inbördeskriget men 1920 ställde han sina tjänster till bolsjevikernas förfogande och blev under några år inspektör för kavalleriet i den röda armén. Han fick dock inget frontbefäl.
Brusilov ansågs som en hårdför befälhavare som var mån om frontsoldaterna. Han räknas som Rysslands främste befälhavare under första världskriget, den ende som stod för en betydande rysk framgång.